# لوي ديدييه جوسلان
لوي ديدييه جوسلان (1 أبريل 1776 - 3 ديسمبر 1858) كان مهندسًا فرنسيًا. قام ببناء جسر طوله ثلاثة كيلومترات في أقل من ثلاثة أشهر أثناء حصار هامبورغ عام 1813. اسمه واحد من 72 اسمًا مكتوبًا على برج إيفل.